# Emma Pillsbury
Emma Pillsbury è un personaggio della serie televisiva Glee, interpretata da Jayma Mays.
Emma è la dolce e simpatica consulente scolastica del liceo McKinney. Emma è una ragazza particolare: soffre di misofobia nell'ambito del disturbo ossessivo-compulsivo, perciò ha manie della pulizia e dell'ordine. Nonostante il suo lavoro, Emma, da tempo innamorata segretamente del professor Will Schuester, è incapace di risolvere i suoi problemi, ma avendo un cuore generoso, mette da parte i suoi dilemmi per risolvere quelli degli altri. Inizialmente decide di non agire sui suoi sentimenti perché pensa che sia la cosa migliore per Will che all'epoca pensava di aspettare un figlio con la moglie Terry, anche se successivamente si scopre che Terry aveva mentito sulla gravidanza solo per paura che Will la lasciasse.

## Biografia
Emma è la consulente scolastica del liceo McKinney. La sua misofobia nasce dall'infanzia, quando in visita ad una fattoria il suo fratello pestifero l'ha spinta nel canale di scolo, un misto di feci di animali, sangue e cibo rigettato. Da quel momento la ragazza ha avuto la fobia dei germi e di qualsiasi forma di sporco con cui entra accidentalmente a contatto: si lava continuamente le mani e pulisce ogni genere di superficie prima di toccarla e ogni cibo prima di mangiarlo.
Emma è single ed è innamorata segretamente da parecchio tempo dell'insegnante di spagnolo Will Schuester, e ammira in particolar modo il suo comportamento disponibile e gentile con tutti, specialmente con gli studenti. Tuttavia la giovane consulente decide di non farsi avanti perché Will ha una moglie, Terry Schuester e non vuole creare problemi.
Emma comunque adora passare il tempo con Will e si offre di accompagnarlo a vedere l'esibizione dei rivali delle Nuove Direzioni. Quando Will confessa ad Emma che presto sarebbe diventato padre e che sua moglie vuole che lasci la professione di insegnante per guadagnare più soldi, la ragazza si intristisce ma riesce a convincerlo a restare a scuola e a continuare a seguire i suoi sogni.
Nel tentativo di superare la sua cotta per Will, Emma inizia a frequentare Ken Tanaka, l'allenatore della squadra di football del liceo. Ken dice ad Emma che dovrebbe lasciar stare Will, essendo un uomo sposato, e che dovrebbe mettersi con lui perché più il tempo passa, meno possibilità ci sono di trovare una persona con cui passare il resto della vita.
Emma divisa fra il suo amore per Will e la paura di restare sola per sempre decide di fidanzarsi con Ken Tanaka.
Quando Will chiede ad Emma di svolgere il ruolo di giudice esterno a una competizione corale tra maschi e femmine del Glee Club, la ragazza è entusiasta. Sue Sylvester, intenta a distruggere il Glee Club, nota il rapporto speciale tra i due e avverte moglie di Will, la quale diventa infermiera della scuola per poter controllare il marito. Terry consiglia quindi a Ken Tanaka di prendere la palla al balzo e di sposare la Pillsbury prima che sia troppo tardi. Emma, seppur scioccata accetta di sposarlo, ma il giorno del matrimonio è lo stesso della gara finale alle provinciali del Glee Club.
A causa di una legge, il professor Schuester non può partecipare alle provinciali e chiede ad Emma di prendere il suo posto. Emma accetta e dice a Will di essersi accordata con Ken e di aver posticipato il matrimonio di qualche ora, ma ciò non era vero e l'allenatore poco prima della cerimonia rompe con lei. Emma decide di trasferirsi in un'altra scuola perché non può continuare a vedere l'uomo che ama ma che non potrà mai avere. Will la ferma, le dice di aver lasciato Terry e si scambiano il loro primo bacio.
Successivamente Will scopre che Emma è ancora vergine e non vuole forzarla. Tuttavia la ragazza, dopo esser stata umiliata da Sue, decide che era arrivato il momento ma mentre i due sono a letto Emma si tira indietro dicendo di non essere ancora pronta, anche perché Will formalmente è ancora sposato. Decidono quindi di non avere appuntamenti finché il divorzio non è ultimato.
Emma scopre che Will l'ha tradita con Shelby Corcoran e April Rhodes e infuriata si scontra con lui. Will si scusa di averla trattata male. Emma lo perdona, ma afferma che il rapporto tra loro sembra essere ormai compromesso. Dopo le regionali, Will trova Emma a discutere con Figgins sul futuro del Glee Club, Will le chiede se la sua eccessiva reazione riguardasse soltanto il Glee oppure ci fossero di mezzo anche loro due, lei risponde che adesso esce con Carl (il suo dentista) e che loro non c'entrano nulla, ma Will sa che sta mentendo e la bacia.
Emma e Carl si sposano a Las Vegas durante le provinciali del Glee Club.
Alla fine della seconda stagione, Carl chiede e ottiene con successo l'annullamento del matrimonio tra lui e Emma perché ha capito che il cuore della ragazza appartiene ancora al professor Schuester, e nell'ultimo episodio, si capisce che Will e Emma sono tornati insieme.
Nella terza stagione Emma cerca di superare i suoi disturbi e riceve la proposta di matrimonio da Will, accettandola. I due si sarebbero dovuti sposare, tuttavia il giorno del matrimonio Emma scappa in preda alla paura. Solo quando Will la trova, capisce di aver fatto un errore e decide di riprovarci. Si sposeranno poi nell'episodio finale della 4 stagione, con una cerimonia a cui partecipano solo i ragazzi del Glee. Emma rimane incinta nella quinta stagione e partorisce un maschietto, Daniel Finn Schuester. Alla fine della sesta stagione scopriamo che la coppia ha avuto altri quattro figli.